# 奧西諾 (內華達州)
奧西諾（英語：Osino）是位於美國內華達州埃爾科縣的普查規定居民點。

## 人口
根據2020年美國人口普查的數據，奧西諾的面積為6.67平方千米，皆為陸地。當地共有人口668人，而人口密度為每平方千米100.15人。